# Cascabela ovata
Cascabela ovata är en oleanderväxtart som först beskrevs av Antonio José Cavanilles, och fick sitt nu gällande namn av H. Lippold. Cascabela ovata ingår i släktet Cascabela och familjen oleanderväxter. Inga underarter finns listade i Catalogue of Life.